# 32 Gremios Democráticos
Los 32 Gremios Mayoritarios Democráticos fue una instancia nacional de coordinación sindical constituida en Argentina en 1957, de tendencia antiperonista, integrado por  sindicatos conducidos por agrupaciones socialistas y de la radicales. Entre los dirigentes sindicales de los 32 Gremios Democráticos se encontraban Armando March, José Grunfeld (despachantes de aduana), Francisco Pérez Leirós (municipales) -separado en 1961 por haber acordado la normalización de la CGT con las 62 Organizaciones-, entre otros.Desde este puesto acompañó la política de Aramburu de represión a los trabajadores y los militantes peronistas. No se distanció del gobierno de Aramburu cuando este aplicó la tortura a militantes gremiales y políticos de base que eran detenidos. El alcance de la represión se pudo apreciar en toda su dimensión se firmó un decreto por el cual se rehabilitaba a 92.000 trabajadores, quedaban excluidos de esta medida quienes hubiesen ocupado algún cargo en la CGT o sindicatos entre 1952 y 1955, se estimaba que las inhabilitaciones quedaban en la cifra de 50.000.
Los principales sindicatos que formaron parte del grupo fueron los dos sindicatos ferroviarios (Unión Ferroviaria y La Fraternidad), comercio, UPCN y ATE, del Vestido, municipales, gastronómicos, bancarios, de la industria azucarera, agrarios, gráficos y telefónicos.

## Historia
Una de los objetivos de dictadura Revolución Libertadora, que había derrocado al gobierno democrático de Juan Domingo Perón en 1955, había sido "desperonizar" el país, para ello intervienen todos sindicatos nombrando al frente de ellos a grupos antiperonistas. Por esa razón grupos de choque antiperonistas, conocidos como "comandos civiles" ocuparon gran cantidad de sindicatos, que luego fueron intervenidos por los militares o entregados a grupos no peronistas.
Luego de que se realizaran elecciones en los sindicatos, correspondía realizar un congreso nacional con representantes de todos los sindicatos con el fin de "normalizar" la Confederación General del Trabajo (CGT). El 26 de agosto de 1957 se realizó el Congreso Normalizador de la CGT, cuando aún se encontraban gobernando los militares. Pero el Congreso fracasaría debido a que las agrupaciones peronistas habían ganado gran cantidad de sindicatos, con chances de volver a ganar la CGT. El 16 de septiembre de 1955, pocas semanas después del bombardeo de Plaza de Mayo, un golpe militar derrocó al presidente Juan Domingo Perón, dando inicio a la autodenominada Revolución Libertadora. La dictadura dio inicio a un extenso período de ilegalización del peronismo que fue resistido por sus activistas en un proceso conocido como la Resistencia Peronista, los principales líderes sindicales condenaron la persecución al movimiento obrero y la proscripción del peronismo a partir de 1955. Se funda la CGT Auténtica, que fue el primer intento de reorganización del movimiento obrero peronista después de la represión, los fusilamientos y cárceles impuestas por los dictadores Aramburu y Rojas.
Amparados por el régimen de Aramburu se forman los autodenominados "32 Gremios Democráticos". Simultáneamente, los sindicatos peronistas y comunistas se reunieron en el sindicato de la Sanidad, para formar una agrupación que denominaron las 62 Organizaciones. Poco después los sindicatos comunistas se separaron de las 62 Organizaciones y formaron el Movimiento de Unidad y Coordinación Sindical (MUCS).
A lo largo de la década de 1960 los 32 Gremios se fueron reduciendo debido a que sus integrantes fueron adoptando posiciones peronistas o independientes. A fines de la década de 1960 solo estaba integrado por el Sindicato de Empleados de Despachantes de Aduana liderado por José Grunfeld.

## Miembros fundadores
Organizados de mayor a menor, según la cantidad de delegados al Congreso de la CGT de 1957, los siguientes fueron los 32 sindicatos fundadores del grupo:
1. Unión Ferroviaria (53)
2. Confederación General de Empleados de Comercio (52)
3. Unión del Personal Civil de la Nación (48)
4. Federación Obrera Nacional de la Industria del Vestido (39)
5. Asociación de Trabajadores del Estado (32)
6. Unión de Sindicatos de Trabajadores Municipales de la República Argentina (19)
7. Unión de Trabajadores Gastronómicos de la República Argentina (16)
8. Asociación Bancaria (15)
9. Federación Argentina de la Industria Azucarera (13)
10. Federación Argentina de Seccionales Agrarias (10)
11. Federación Argentina de Trabajadores de la Imprenta (10)
12. Federación de Obreros y Empleados Telefónicos de la República Argentina (8)
13. La Fraternidad (7)
14. Federación de Obreros y Empleados de la Industria del Papel, Cartón, Químicos y Afines (5)
15. Sindicato de Empleados de la Industria Textil y Afines (5)
16. Asociación de Trabajadores del Azúcar de Jujuy (3)
17. Sindicato de Obreros y Empleados del Ministerio de Educación (3)
18. Sindicato de Conductores de Taxis de la Capital Federal (3)
19. Asociación Argentina de Actores (2)
20. Federación Argentina de Trabajadores de la Industria Fideera (2)
21. Federación Obrera Santiagueña de la Industria Forestal (2)
22. Federación de Obreros Mosaístas y Afines (2)
23. Unión de Recibidores de Granos y Anexos (2)
24. Unión Argentina de Artistas de Variedades (2)
25. Asociación de Empleados de Despachantes de Aduanas (1)
26. Sindicato de Trabajadores del Ingenio de San Martín (1)
27. Sindicato de Obreros y Empleados de Educación de la Provincia de Buenos Aires (1)
28. Sociedad Argentina de Locutores (1)
29. Asociación de Agentes de Propaganda Médica (1)
30. Sindicato Único de Relojeros y Joyeros (1)
31. Sindicato de Empresas Subsidiarias de los Ferrocarriles (1)
32. Sindicato de Empleados del Tabaco (1)